# Municipio de Sciota (Minnesota)
El municipio de Sciota (en inglés: Sciota Township) es un municipio ubicado en el condado de Dakota en el estado estadounidense de Minnesota. En el año 2010 tenía una población de 414 habitantes y una densidad poblacional de 10,81 personas por km².

## Geografía
El municipio de Sciota se encuentra ubicado en las coordenadas 44°30′19″N 93°3′22″O / 44.50528, -93.05611. Según la Oficina del Censo de los Estados Unidos, el municipio tiene una superficie total de 38.31 km², de la cual 37,92 km² corresponden a tierra firme y (1,02 %) 0,39 km² es agua.

## Demografía
Según el censo de 2010, había 414 personas residiendo en el municipio de Sciota. La densidad de población era de 10,81 hab./km². De los 414 habitantes, el municipio de Sciota estaba compuesto por el 97,34 % blancos, el 2,66 % eran de otras razas. Del total de la población el 3,62 % eran hispanos o latinos de cualquier raza.